# Blue Jeans (film)
Blue Jeans is een Amerikaanse stomme film uit 1917, onder regie van John H. Collins met in de hoofdrollen Viola Dana en Robert Walker. Het scenario is gebaseerd op het gelijknamige toneelstuk van Joseph Arthur uit 1890.

## Verhaal
June (Viola Dana) is een arme wees die geadopteerd werd door het bejaarde koppel Tutwiler. Ze leert al snel Perry Bascom (Robert Walker) kennen, met wie ze in het geheim trouwt. Bascom stelt zich kandidaat stelt voor het Congres tegen Ben Boone (Clifford Bruce).
Op een dag duikt Sue Eudaly (Sally Crute) op die beweert dat Perry haar echtgenoot is, hoewel ze al getrouwd was toen ze met Perry in het huwelijk trad. Bovendien raken zij en Boone steeds meer tot elkaar aangetrokken. Perry verlaat de stad op zoek naar Sue's echte echtgenoot en tijdens zijn afwezigheid krijgt June Perry's baby en wordt ze door de Tutwilers aan de deur gezet.
Wanneer Perry terugkeert, proberen Sue en Boone hem te vermoorden in een houtzagerij, maar June redt hem op het laatste moment van de cirkelzaag. Uiteindelijk blijkt June zowel Perry's vrouw als de kleindochter van de Tutwilers te zijn, wat tot een hereniging leidt tussen de families Tutwiler en Bascom.

## Rolverdeling
| Acteur            | Personage                  |
| ----------------- | -------------------------- |
| Viola Dana        | June                       |
| Robert Walker     | Perry Bascom               |
| Sally Crute       | Sue Eudaly                 |
| Clifford Bruce    | Ben Boone                  |
| Henry Hallam      | Colonel Henry Clay Risener |
| Russell Simpson   | Jacob Tutwiler             |
| Margaret McWade   | Cindy Tutwiler             |
| Augustus Phillips | Jack Bascom                |

## Trivia
- Het verhaal speelt zich in het landelijke zuidoosten van Indiana grenzend aan de Ohiorivier, het zogenaamde "Blue Jeans District", waaraan de film zijn titel ontleent.[2]
- De film en het toneelstuk bevatten een iconische scène waarin de held in een houtzagerij vastgebonden wordt op een plank die een cirkelzaag nadert. Deze scène is in latere films ontelbare keren nagebootst en geparodieerd.
- Aanvankelijk bevatte deze film tussentitels die afgedrukt waren op stilstaande beelden in plaats van op de gebruikelijke effen achtergrond. De recensent van Motion Picture Magazine vond dit destijds bijzonder storend.[3]